# São João da Barra (ort)
São João da Barra är en ort i Brasilien.   Den ligger i kommunen São João da Barra och delstaten Rio de Janeiro, i den sydöstra delen av landet, 1 000 km sydost om huvudstaden Brasília. São João da Barra ligger 7 meter över havet och antalet invånare är 20 606.
Terrängen runt São João da Barra är mycket platt. Havet är nära São João da Barra österut. Det finns inga andra samhällen i närheten.
Omgivningarna runt São João da Barra är en mosaik av jordbruksmark och naturlig växtlighet. Runt São João da Barra är det ganska tätbefolkat, med 160 invånare per kvadratkilometer.